# Teoría del río continuo

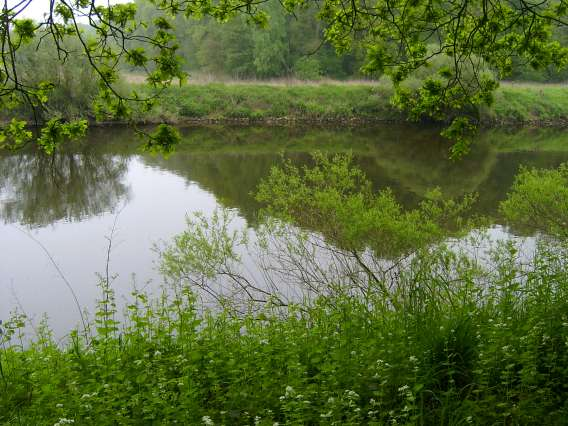
Ems entre Emsbüren y Salzbergen.

La teoría del río continuo (del inglés: River Continuum Concept), también se hace referencia a este modelo como El Concepto del Continuo del Río (CCR) una traducción más directa del inglés, es un modelo científico que se utiliza para describir y clasificar las corrientes y cuencas hidrográficas. Se basa en el concepto de equilibrio dinámico, mediante el cual los fluidos hídricos en la corteza terrestre equilibran los parámetros físicos, como el ancho y la profundidad de los cauces y la sedimentación, teniendo en cuenta también los factores biológicos. El concepto fue desarrollado por primera vez en 1980 por Robin L. Vannote y sus colaboradores en el Stroud Water Research Center.

## Descripción
Esta teoría describe el río como un gradiente espacial fluvial utilizando algunos conceptos de la dinámica del funcionamiento de los componentes físicos de sistemas fluviales. Tiene como objetivo prever el funcionamiento biológico de esos sistemas, sugiriendo que las características estructurales y funcionales de las comunidades se deben ajustar al gradiente fluvial, estando condicionadas a los patrones de entrada, transporte, utilización y almacenamiento de la materia orgánica.
El sistema es comparado a un gradiente, que va desde la cabecera (nacimiento) hasta la desembocadura y presenta un aumento gradual del tamaño. Los gradientes fluviales se clasifican en tres grupos: riachuelos de la cabecera, riachuelos pequeños o medios y los grandes ríos. La teoría también sugiere que la importancia de la materia orgánica que entra en la cabecera debe disminuir conforme el río va aumentando, o sea, desde el nacimiento hasta la desembocadura. 

## Comunidades y tipos de alimentación
El sistema sufre cambios graduales que va desde heterotrófico hasta autotrófico. Las adaptaciones de las comunidades a lo largo del río son visibles, la proporción de los cuatro principales tipos de alimentación: trituradores, colectores, herbívoros (rascadores) y depredadores cambia en las diferentes partes del río. A excepción de los depredadores, todos estos organismos se alimentan directamente de material vegetal (saprobios). Algunos trituradores comunes de las aguas de Norteamérica son los crustáceos del orden Amphipoda, las chinches acuáticas (Isopoda), las larvas de tílupa (Tipulidae), algunas larvas de tricópteros (Trichoptera, Integripalpia) y algunas larvas de plecópteros(Plecoptera), mientras que los camarones del orden Atyidae cumplen la misma función en los ambientes tropicales.

### Los Trituradores o fragmentadores
Los trituradores, también conocidos como fragmentadores, son organismos que se alimentan de materia orgánica en partículas gruesas (MOPC), como pequeñas partículas de hojarasca. Ingieren la materia orgánica junto con organismos incidentales (hongos, microorganismos) adheridos a la misma. El tamaño preferido de la CPOM es de aproximadamente un milímetro, por lo que estos organismos deben descomponerla en partículas más finas. En el proceso de trituración, gran parte de la materia orgánica ahora más fina se queda en el sistema, abriéndose camino río abajo.

### Los Colectores
Los organismos colectores se designan por su uso de trampas u otras características adaptativas para filtrar y capturar materia orgánica. El tamaño de partícula preferido por los recolectores se sitúa entre 0,5 y 50 micrómetros (UPOM = materia orgánica particulada ultrafina y FPOM = materia orgánica particulada fina). Este grupo incluye algunos miembros de los grupos Trichoptera, Annulipalpia), larvas de mosca (Chironomidae y Simuliidae), nematodos y muchos otros grupos de animales

### Los herbívoros
Los herbívoros (raspadores).se alimentan del perifiton que se acumula en estructuras más grandes, como piedras, madera o grandes plantas acuáticas. Entre ellos se encuentran los caracoles, las moscas del género Glossosoma y otros organismos
Debido a la estructura de la materia orgánica en las distintas secciones de un río, la composición y frecuencia de estos grupos en una comunidad varían. En los tramos superiores de un río, los trituradores y recolectores constituyen un gran porcentaje del total de macroinvertebrados debido a la presencia excesiva de materia vegetal gruesa. En los tramos medios de un arroyo o río, donde hay más luz disponible, aumenta la proporción de herbívoros debido a la presencia de perifiton. Los trituradores sólo representan un pequeño porcentaje del total de invertebrados debido a la falta de materia orgánica gruesa que se abre paso río abajo. En los tramos inferiores, la materia orgánica se ha triturado completamente hasta el nivel de FPOM o UPOM (materia orgánica particulada ultrafina). Debido al aumento de materia orgánica particulada fina, los colectores son los más abundantes en los tramos inferiores, alimentándose de materia orgánica y películas superficiales. La proporción de depredadores en todos los tramos permanece prácticamente constante y sólo cambia en la composición por especies. La razón de esta distribución uniforme es que los depredadores no dependen del tamaño de la materia orgánica, sino de la disponibilidad de animales presa en la zona.

## Segmentación del río
El Concepto de Continuidad Fluvial asigna diferentes secciones de un río a tres clasificaciones aproximadas. Estas clasificaciones se aplican a todas las aguas fluviales, desde pequeños arroyos hasta ríos y lagos de tamaño medio y grande. Esta segmentación de ríos está basada también en el modelo de orden de cauce o corriente de Gravelius.
El modelo del río continuo prevé que la materia que entra en el sistema en los tramos de la cabecera que no es procesada en ese nivel, debe ser transportada río abajo y totalmente utilizado por las comunidades a lo largo del río, de manera que la dinámica del sistema en su conjunto se mantiene en equilibrio.
Sin embargo hay una disminución de la materia orgánica particulada gruesa y el aumento de la materia orgánica particulada fina en el sentido cabecera-desembocadura, debido a los efectos de la fragmentación resultante de los procesos físicos y biológicos. Como la auto-purificación, la alimentación de las comunidades acuáticas, animales filtradores y colectores.

### Tramo alto o cabeceras del río (Orden de cauce1 a 3)
En los tramos de la cabecera donde hay el predominio de rápidos poco profundos, existe una tendencia a que las especies presenten un cuerpo aplanado y poseen mandíbulas cortadoras para lidiar con partículas grandes de basura, aumenta el número de insectos raspadores y peces insectívoros. Ya en riachuelos de pequeño y medio porte, que son más largos y menos sombreados. Siendo así común la incidencia de producción. En esta área se encuentran comunidades de peces raspadores y algunos predadores de invertebrados.
La zona del arroyo en el tramo superior o cabecera de un sistema acuático suele ser muy estrecha y estar bordeada por una espesa vegetación de ribera. Esto impide la penetración de la luz solar, disminuyendo a su vez la producción de materia orgánica mediante fotosíntesis en el agua. La mayor parte de la materia orgánica que llega al sistema lo hace en forma de material vegetal alóctono que cae al río, como hojas y palos. En esta sección, la respiración (consumo) supera a la producción (P/R<1). Las comunidades biológicas están dominadas por trituradores y colectores, organismos adaptados al procesamiento de material particulado grueso (CPOM), el cual es fragmentado y convertido en partículas más pequeñas que son transportadas aguas abajo En esta zona se puede esperar la mayor diversidad de materia orgánica

### Tramos intermedios (orden de cauce 4-6)
Con el cauce ascendente del río, hay incidencia de la luz solar sobre el sustrato, cambios de temperaturas y las sales disueltas en el agua aumentan. Como resultado, las algas macrófitas comienzan a surgir, aumentando la productividad primaria. Por lo tanto, la base de la cadena alimenticia se sustituye gradualmente.
En los tramos intermedios de un río, las estructuras fluviales como rocas y árboles desempeñan un papel importante como proveedoras de materia orgánica como el perifiton y otros materiales orgánicos autóctonos. La relación fotosíntesis/respiración es mayor en este tramo y asciende a P: R> 1. En esta sección, las comunidades de invertebrados muestran un aumento de raspadores  y colectores, adaptados a la disponibilidad de material particulado fino (FPOM) y a recursos autóctonos como las biopelículas El porcentaje de trituradores en esta zona es menor que en la cabecera, debido a la falta de partículas vegetales gruesas. Los recolectores y herbívoros constituyen la mayor parte de la estructura de macroinvertebrados en esta zona, permaneciendo invariable la proporción de depredadores

### Tramos inferiores (orden de cauce >6)
En el curso de los grandes ríos aumenta la incidencia de los peces depredadores y detritívoros, la corriente esta reducida y el agua generalmente es lodosa, de esta forma disminuye la penetración lumínica y la fotosíntesis acuática. En este punto el río se torna nuevamente heterotrófico. En los tramos inferiores, se produce un gran flujo de material particulado y también una disminución de la producción por fotosíntesis, debido a un aumento de la turbidez del agua y de la película superficial de FPOM en suspensión. Aquí, al igual que en la cabecera, la respiración supera a la fotosíntesis, por lo que la relación vuelve a ser inferior a 1 (P: R <1)  La comunidad de seres vivos en estas zonas está formada casi exclusivamente por colectores filtradores y los depositívoros, organismos especializados en utilizar las partículas orgánicas en suspensión y/o depositadas en los sedimentos del fondo  También se encuentran en menor proporción algunos depredadores